# Elasmus broomensis
Elasmus broomensis is een vliesvleugelig insect uit de familie Eulophidae. De wetenschappelijke naam is voor het eerst geldig gepubliceerd in 1984 door Naumann & Sands.